# 推拉门

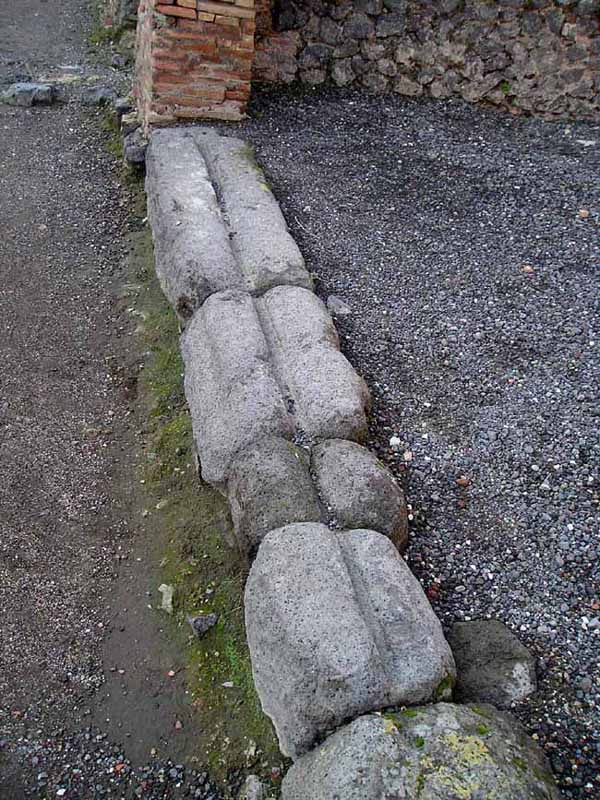
意大利庞贝城的罗马推拉门轨道（公元1世纪）

推拉门是一种通过水平滑动打开的门，通常与墙壁平行。推拉门可以安装在下方轨道的顶部，也可以悬挂在上方的轨道上。有些类型在行进方向上滑入平行墙中的空间，而不是沿着平行墙的外侧滑动。推拉门有几种类型，如口袋门、推拉玻璃门、中开门和旁通门。推拉门通常用作淋浴门、玻璃门、纱门、衣柜门或用于载具。

## 历史
早在1世纪，推拉门就被用于古罗马房屋中（意大利庞贝城的考古发现证明了这一点）；然而，没有证据证实罗马人是第一批发明或使用推拉门的人。

## 推拉门齿轮
用于操作推拉门的构件称为推拉门齿轮。有两种标准类型：上悬或下滚动系统。两种类型都没有实现完美的密封。为了降低气密性和烟气密性并提高隔音效果，通常使用刷式密封。

### 上悬推拉门

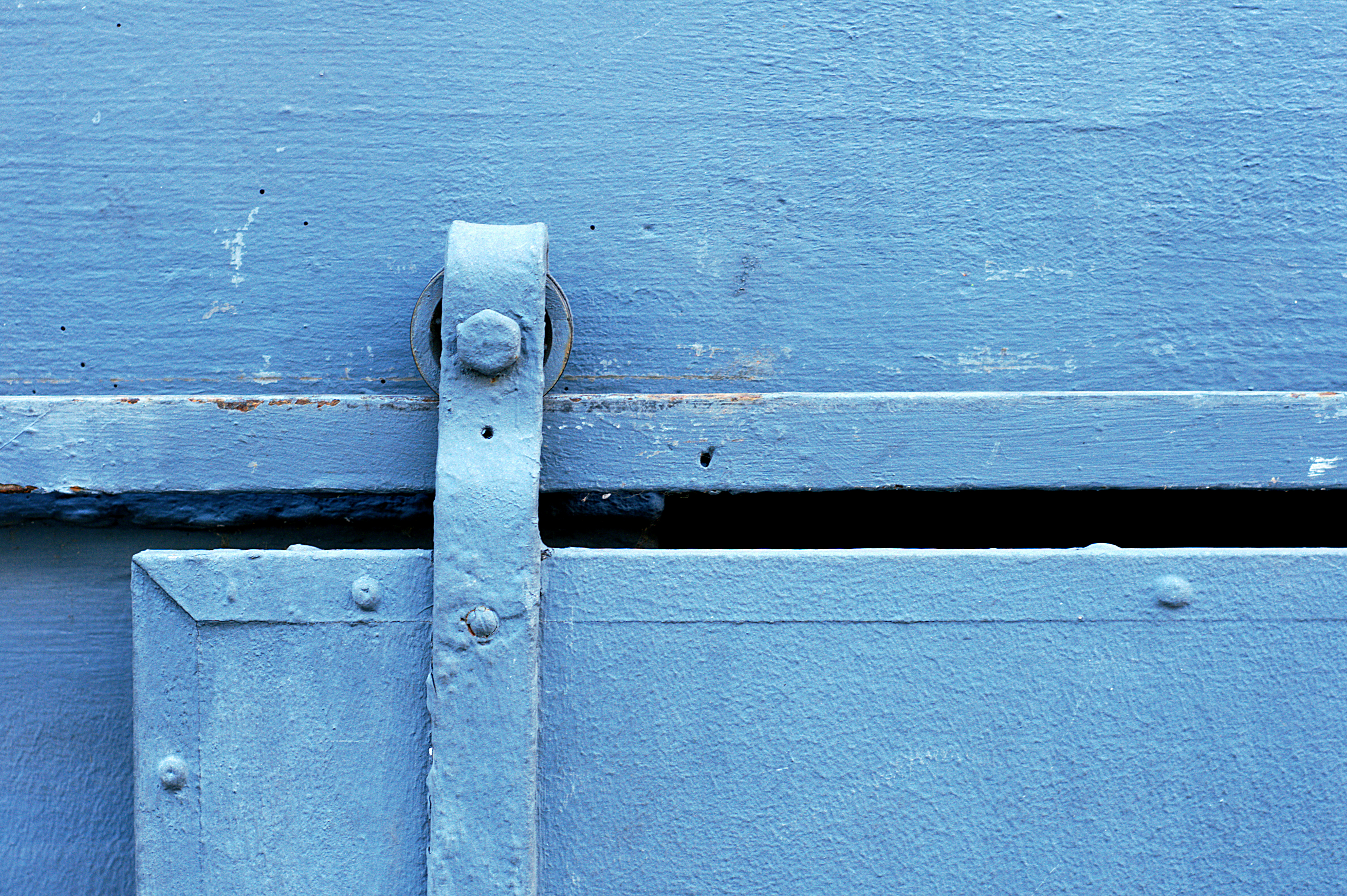
一些推拉门在壁挂式导轨上运行

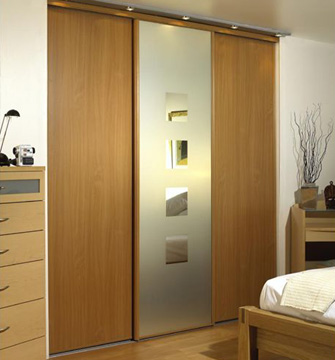
现代衣柜中的推拉门

上悬系统是最常用的。门由两个拉杆吊架悬挂在门的顶部，在一个隐蔽的轨道上运行；所有的重量都由吊架承担，使门更容易移动。
在两端各有一个轨道止动器，用于吸收门被猛烈撞击时产生的冲击，并将门保持在打开或关闭位置。所有上悬式推拉门系统都有最大重量限制。
由于门在顶部被挂在两个点上，它还需要一个底部轨道以防止它横向摆动。最常见的类型被称为"无障碍门槛导轨"，这是一个固定在地板上的塑料导轨，宽约60毫米（2.4英寸），固定在门的中点以下。在门的底部开一个槽，在这个导板上运行，防止门的横向移动。对于玻璃门，如图所示，面板穿过导轨。因为门总是在导板上，所以当门打开时，地板是没有阻拦的；因此称为"无障碍门槛"。
门的底部固定在轨道上。滚轮还具有安全锁，防止门跳出轨道。其他装置包括软关闭器和阻尼器，可以更轻松地轻轻关闭门。
谷仓门是一种流行的上悬式推拉门类型，其灵感来自于乡村的谷仓，应用于现代的斯堪的纳维亚风格的住宅中。

### 底部滚动式门
有时无法使用上悬系统，因为门的重量无法从上方支撑；在这种情况下，可以使用底部滚动式系统。
底部滚轮系统由门的底部的两个滚轮（有时称为滑轮）组成，在轨道上运行，顶部的两个导轨在导槽中运行。由于门的所有重量都集中在底部的两个滚轮上，与顶部悬挂系统相比，需要更大的力量来移动门。

### 提升推拉门
在开合过程中从门框中抬起的推拉门称为提升推拉门。这可以实现更好的密封性，减少通风和更好的隔音效果。

## 自动推拉门

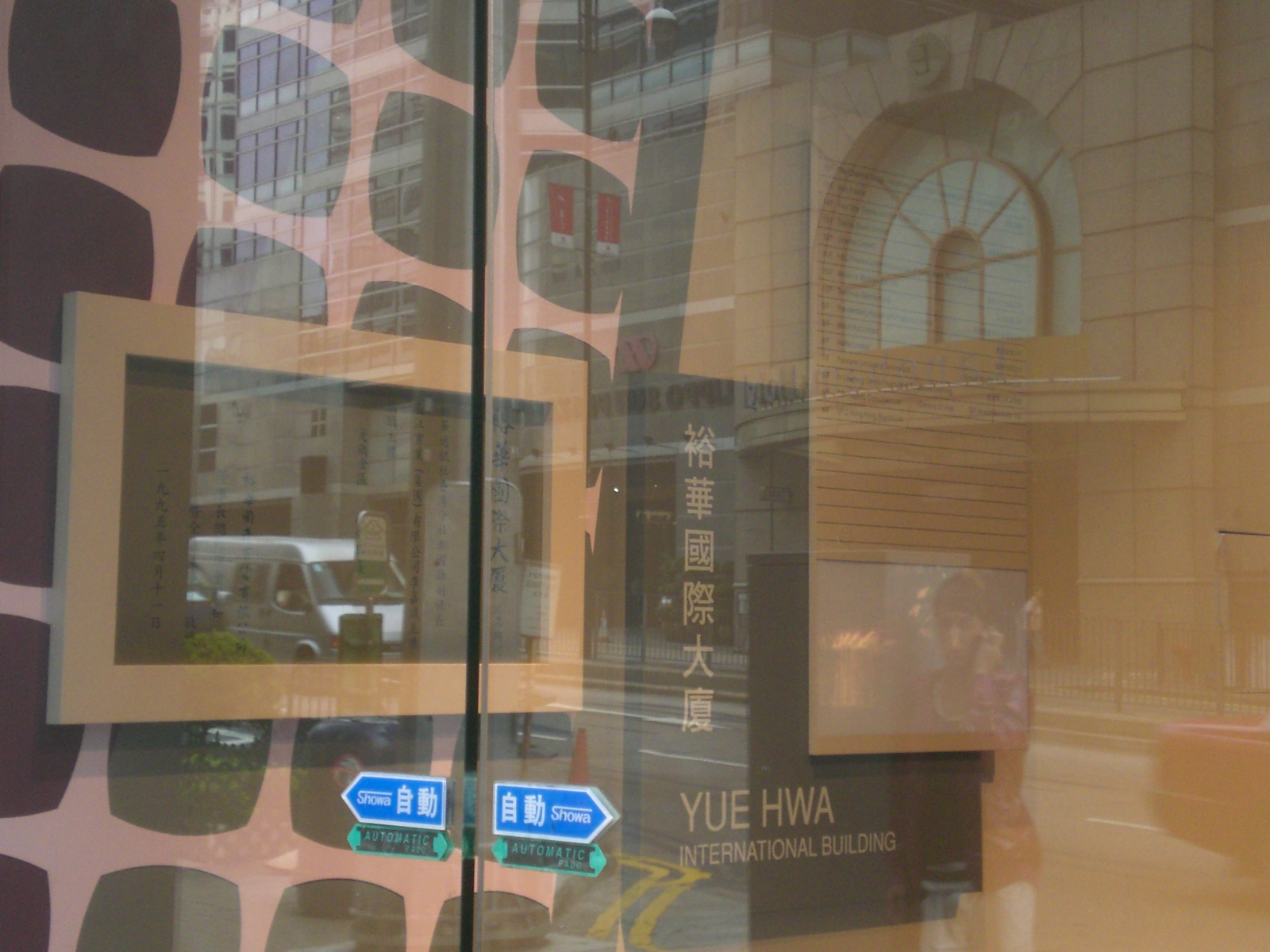
位于香港的自动门

有些推拉门包含一个电机和激活系统来控制，被称为自动推拉门。自动推拉门通常出现在办公室和商店的入口处。这些门包含一个磁力锁机制，在紧急情况下自动解锁。

## 应用
推拉门的优点是对开门的空间要求小，而且相对容易实现自动化。这种机制也很安全，因为它不能从铰链中被抬出来。推拉门通常作为商店、酒店和办公室的入口，用于电梯，并用作天井门、壁橱门和房间隔板。推拉门也用于交通领域，例如货车、火车及地铁。

### 建筑物
与平开门相比，推拉门的优点是重量不会作用于门铰链的一侧，而是可以在上面或下面承重。因此，推拉门特别适用于重型门。此外，它们不需要在通行方向上的空间，而是在侧面。这就是为什么推拉门也可以用在非常小的房间里，例如储藏室。推拉门也经常被用来分隔壁龛或步入式衣柜。特别是在 "无障碍生活 "领域，推拉门经常被使用。
在建筑中，对在墙前运行的推拉门和在墙内运行的推拉门进行了区分：

#### 墙前运行的推拉门
采用这种结构，在悬挂推拉门的墙壁上安装一个运行轨道。这条轨道最初是可见的，但也可以隐蔽。要打开时，推拉门被推到一边。墙前运行的推拉门的优点是可以进行改装。

#### 墙内运行的推拉门
这种设计规定，推拉门的运行轨道要安装在两面墙之间。当门打开时，它是看不见的，因为它被推入墙体之间的缝隙。为了改造这种推拉门结构，需要在现有房间墙壁的前面安装一个所谓的墙板。由于这样做的成本相当高，这种结构更适合于新建筑。

#### 带箱式系统的推拉门
带箱式系统的推拉门在打开时也会消失在墙内。然而，这不需要第二面墙。相反，由金属制成的内置箱被插入到现有的墙壁中。内置箱体被覆盖（例如用石膏板墙），这样它们就不会被注意到。这种结构既可以用于后续的装修，也可以用于新的建筑。嵌入式箱体可用于干墙结构，也可用于砖石结构（如砖墙）。
在家具结构中推拉门的应用也是常见的，从简单的木质或玻璃叶片的凹槽，到柜壁上的滚轴系统。

### 车辆
在车辆结构中，人们认识到所有的推拉门都没有明确的撞击面。这就是为什么它们被用于例如小型客车和公共交通工具（无轨电车、有轨电车）——在这些地方，操作车门的司机通常不能直接看到车门——因为乘客被困住的风险相对较低。此外，技术上不太复杂的平开门也在车辆中使用。
1927年，在柏林S-Bahn的ET165型号中就已经使用了气动口袋式推拉门。这些门背离外墙，打开时滑入门洞旁边的口袋。还有一些外部推拉门，主要用于货运车，但也用于郊区和地铁列车，例如柏林S-Bahn的270级列车上。现在客车上最主要的门类型是摆动式推拉门，关闭时与外墙平齐。打开时，它首先向外移动，然后移到侧面。摆动式推拉门也可以是压紧式的；有时它们也会垂直移动以进行锁闭（当时称为垂直摆动式推拉门）。摆动-推拉门也出现在机动车结构中，例如在大众面包车中。